# Пандит
Панди́т (санскр. पण्डित [пандита] «учёный») — в Индии почётное звание учёного брахмана, а также человека высокообразованного в области классической индийской литературы на санскрите. Брахман, названный пандитом, занимается повседневной религиозной практикой, помогает людям разных каст в изучении религиозных основ индуизма, проведении ритуальных мероприятий, назначении даты свадьбы, момента зачатия ребёнка на основе индийской астрологии. Является также почтительной формой обращения к лицам из касты брахманов.
Почётную приставку к имени «пандит» носил, в частности, первый премьер-министр Индии Джавахарлал Неру.
В современном английском существует заимствование из санскрита pundit («комментатор»), которым называют эксперта в какой-либо области (науке, искусстве, политике, спорте), чьи статьи публикуются в СМИ.